# Direcció general de Presons
La Direcció General de Presons va ser un organisme públic d'Espanya encarregat de l'administració penitenciària durant part de l'edat contemporània.

## Història
Va tenir el seu origen en el canvi de nom de la Direcció General d'Establiments Penals dut a terme per Julián García San Miguel y Zaldúa, marquès de Teberga, ministre de Gracia i Justícia.
Durant el directori militar de Primo de Rivera, per reials decrets de gener de 1924 es van suprimir el càrrec de director general i la direcció general de presons. L'organisme va ser restablert a la fi de 1925 —al començament del directori civil de la dictadura— pel nou ministre de Gràcia i Justícia, Galo Ponte y Escartín, nomenant-se director general Constante Miquélez de Mendiluce. Va desaparèixer com a tal en canviar-se el nom pel de Direcció general d'Institucions Penitenciàries, mitjançant decret de 1968.